# BMW 520
BMW 520 - автомобілі 5 серії, які почали випускатися в 1995 році. Ця модель виробляється в кузовах - універсал, хетчбек, седан. Існують такі покоління моделі:
- BMW E39 (1995-2004);
- BMW E60 (2003-2010);
- BMW E61 (2005-2010);
- BMW F07 (2013-2016);
- BMW F10 (2010-2016);
- BMW F11 (2010-2016);
- BMW G30 (2016-н.ч.).

Сучасний BMW 520 - це розкішний Мюнхенський седан середнього рівня, оснащений 4-циліндровим бензиновим двигуном в моделі 520i, і дизельним двигуном в моделі 520d. 

### Опис
Базова комплектація автомобіля включає в себе: круїз-контроль, електропривідні вікна і стекла, багатофункціональний бортовий комп'ютер, двозонний клімат-контроль, який регулює вологість у кабіні, електропривідне крісло водія, а також сенсорні фари і двірники.  

### Результат Краш-Тесту
В 2017 році проводився краш-тест BMW 520d за  Euro Ncap:
| Водій або дорослий пасажир | Пасажир- дитина | Пішохід | Засоби безпеки |
| -------------------------- | --------------- | ------- | -------------- |
| 91%                        | 85%             | 81%     | 59%            |

### Огляд моделі

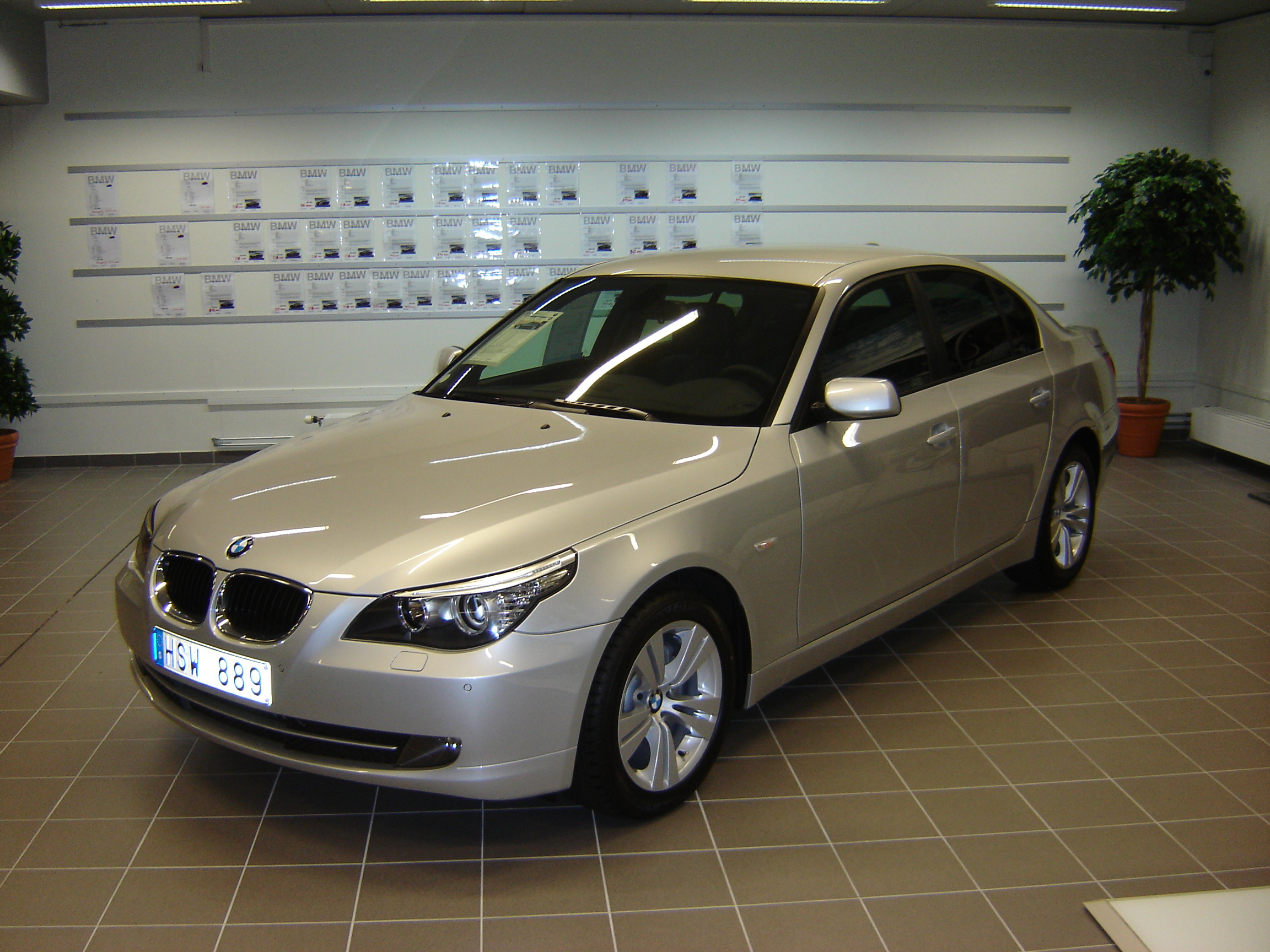
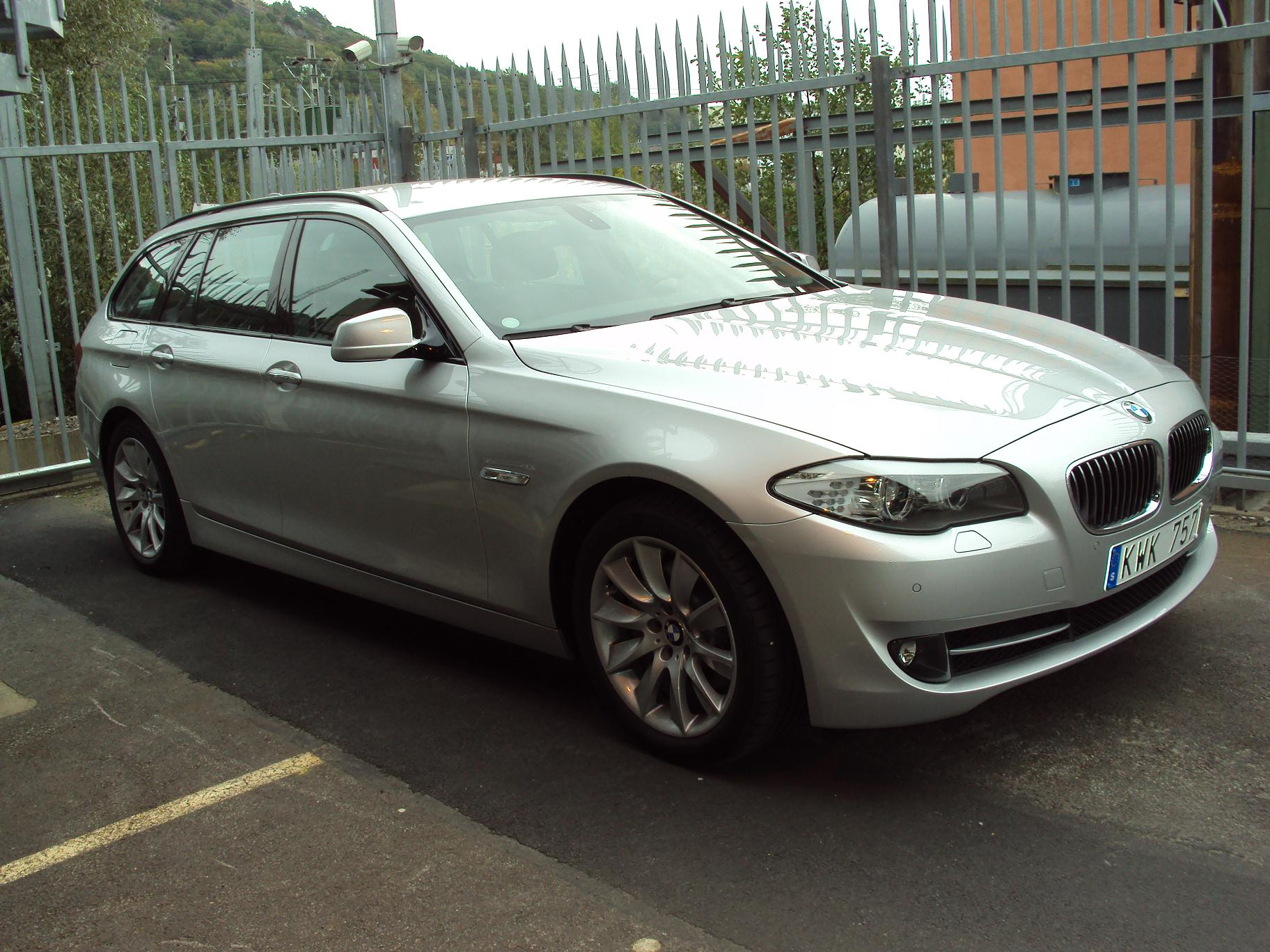
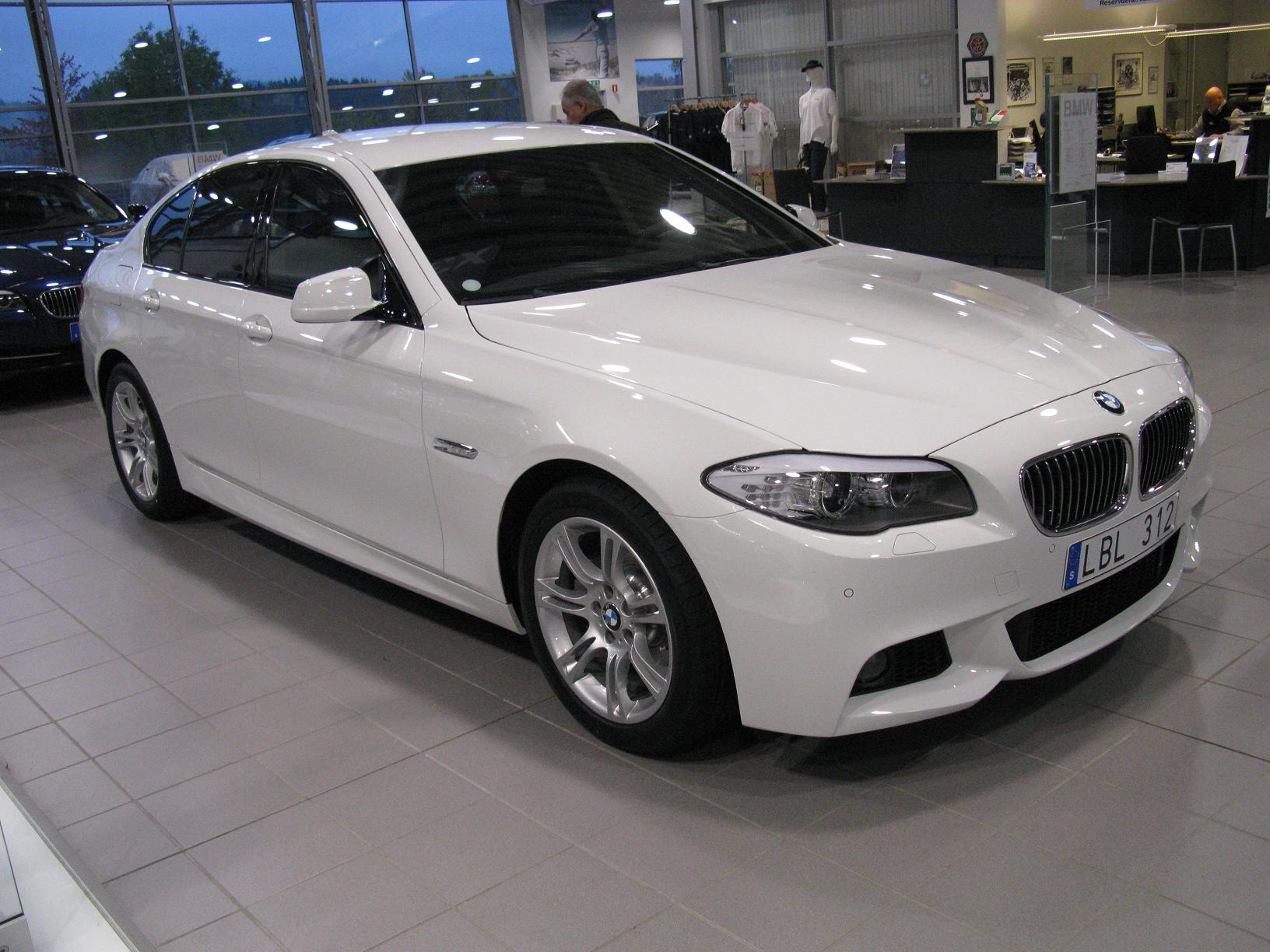